# سولفات برلیوم
سولفات برلیوم (به انگلیسی: Beryllium sulfate) با فرمول شیمیایی BeSO۴ یک ترکیب شیمیایی با شناسه پاب‌کم ۲۶۰۷۷ است. که جرم مولی آن 105.075 g/mol (anhydrous)
177.136 g/mol (tetrahydrate) می‌باشد. شکل ظاهری این ترکیب، جامد سفید است.